# Austrolimnophila natalensis
Austrolimnophila natalensis är en tvåvingeart som först beskrevs av Alexander 1921.  Austrolimnophila natalensis ingår i släktet Austrolimnophila och familjen småharkrankar. Inga underarter finns listade i Catalogue of Life.